# Laelia juvenis
Laelia juvenis är en fjärilsart som beskrevs av Walker 1855. Laelia juvenis ingår i släktet Laelia och familjen tofsspinnare. Inga underarter finns listade i Catalogue of Life.